# Star-Aktivität
Die Star-Aktivität oder star activity beschreibt in der Molekularbiologie die Fähigkeit eines Restriktionsenzyms, unter speziellen Bedingungen an anderen als den Standarderkennungssequenzen an die DNA zu binden und sie dort zu spalten. Eine Star-Aktivität senkt somit die Selektivität eines DNA-Verdaus durch das Restriktionsenzym und stellt daher ein wesentliches Problem in biotechnologischen Verfahren dar. Star-Aktivität wurde für eine Vielzahl verschiedener Restriktionsenzymen gefunden, unter anderem für EcoRI, EcoRV, HindIII und TaqI, und kann insbesondere bei Abweichungen von den Standardbedingungen auftreten, so bei zu hoher Glycerolkonzentration (> 5 %), organischen Lösungsmitteln, zu hohem pH-Wert und auch überhoher Enzymkonzentration (> 100 U / µg DNA) oder überlanger Einwirkzeit.